# Проницы (Рязанская область)
Проницы — посёлок в Кораблинском районе Рязанской области. Входит в состав Незнановского сельского поселения.

## География
Находится в 15 км от районного центра. Вблизи протекает река Проня.

## История
Образован в 1930 году как совхоз «Семенники», с 1960 года совхоз «Красное», а с 1995 года АОЗТ «Красное»
Постановлением Правительства РФ от 10 ноября 2004 года посёлок 1-е отделение совхоза «Красное» переименован в посёлок Проницы..
Во времена совхоза в поселке действовала ферма, совхоз славился своими урожаями яблок, смородины, клубники, а также саженцами и добрым вином. Функционировали ДК с кинозалом, баня.
Сейчас в поселке существует лишь тепличный комплекс ООО «Кораблинские овощи»
Общественным транспортом добраться можно только по железной дороге, в 4 км от поселка о.п. Биркино.

## Население
| 2010 |
| ---- |
| 168  |